# Badminton bei den Afrikaspielen
Badmintonwettkämpfe werden bei Afrikaspielen seit 2003 ausgetragen.

## Austragungsorte
| Jahr | Stadt       | Land           | Datum                        |
| ---- | ----------- | -------------- | ---------------------------- |
| 2003 | Abuja       | Nigeria        | 5.–17. Oktober 2003          |
| 2007 | Algier      | Algerien       | 11.–23. Juli 2007            |
| 2011 | Maputo      | Mosambik       | 6.–12. September 2011        |
| 2015 | Brazzaville | Republik Kongo | 4.–19. September 2015        |
| 2019 | Casablanca  | Marokko        | 22.–29. August 2019          |
| 2023 | Accra       | Ghana          | 6.–12. März 2024             |
| 2027 | Kairo       | Ägypten        | 20. Januar – 7. Februar 2027 |

## Die Sieger
| Saison | Herreneinzel             | Dameneinzel      | Herrendoppel                         | Damendoppel                    | Mixed                                   | Team      |
| ------ | ------------------------ | ---------------- | ------------------------------------ | ------------------------------ | --------------------------------------- | --------- |
| 2003   | Edicha Ocholi            | Grace Daniel     | Greg Orobosa Okuonghae Ibrahim Adamu | Michelle Edwards Chantal Botts | Chris Dednam Antoinette Uys             | Südafrika |
| 2007   | Nabil Lasmari            | Grace Daniel     | Roelof Dednam Chris Dednam           | Michelle Edwards Chantal Botts | Georgie Cupidon Juliette Ah-Wan         | Nigeria   |
| 2011   | Jacob Maliekal           | Susan Ideh       | Ola Fagbemi Jinkan Ifraimu           | Stacey Doubell Annari Viljoen  | Willem Viljoen Annari Viljoen           | Nigeria   |
| 2015   | Jacob Maliekal           | Karen Foo Kune   | Willem Viljoen Andries Malan         | Juliette Ah-Wan Alisen Camille | Andries Malan Jennifer Fry              | Mauritius |
| 2019   | Anuoluwapo Juwon Opeyori | Johanita Scholtz | Aatish Lubah Georges Paul            | Doha Hany Hadia Hosny          | Koceila Mammeri Linda Mazri             | Nigeria   |
| 2023   | Anuoluwapo Juwon Opeyori | Johanita Scholtz | Koceila Mammeri Youcef Sabri Medel   | Husina Kobugabe Gladys Mbabazi | Koceila Mammeri Tanina Violette Mammeri | -         |

## Medaillenspiegel
Stand:2024
| Rang  | Land       | Gold | Silber | Bronze | Gesamt |
| ----- | ---------- | ---- | ------ | ------ | ------ |
| 1     | Südafrika  | 13   | 10     | 12     | 35     |
| 2     | Nigeria    | 11   | 13     | 21     | 45     |
| 3     | Algerien   | 4    | 2      | 2      | 8      |
| 4     | Mauritius  | 3    | 2      | 8      | 13     |
| 5     | Seychellen | 2    | 2      | 9      | 13     |
| 6     | Ägypten    | 1    | 3      | 10     | 14     |
| 7     | Uganda     | 1    | 2      | 4      | 7      |
| 8     | Sambia     | 0    | 1      | 2      | 3      |
| 9     | Kenia      | 0    | 0      | 1      | 1      |
| 9     | Ghana      | 0    | 0      | 1      | 1      |
| Total | Total      | 35   | 35     | 70     | 140    |